# Lamprosema aurantia
Lamprosema aurantia là một loài bướm đêm trong họ Crambidae.